# Skålans benzinstation
Skålans benzinstation (svensk: Skålans bensinstation) er en nedlagt benzinstation i byen Skålan i Jämtland i det nordlige Sverige, der blev erklæret for byggnadsminne i 2000. Bygningen opførtes i 1953 af ejeren Zachris Handler og var oprindeligt en Nynäs-tankstation, der overførtes til BP i 1974. Den nedlagdes i 1996, og er den eneste benzinstation i Sverige, der er blevet erklæret byggnadsminne. De tre bezinstandere er fra tiden omkring 1960 og fremsilledes af Ljungmans i Malmø.

## Galleri
- Benzinstanderne
- Dieselstander "Nydiesol" (et varemærke der tilhørte Nynäs)